# 議政府市

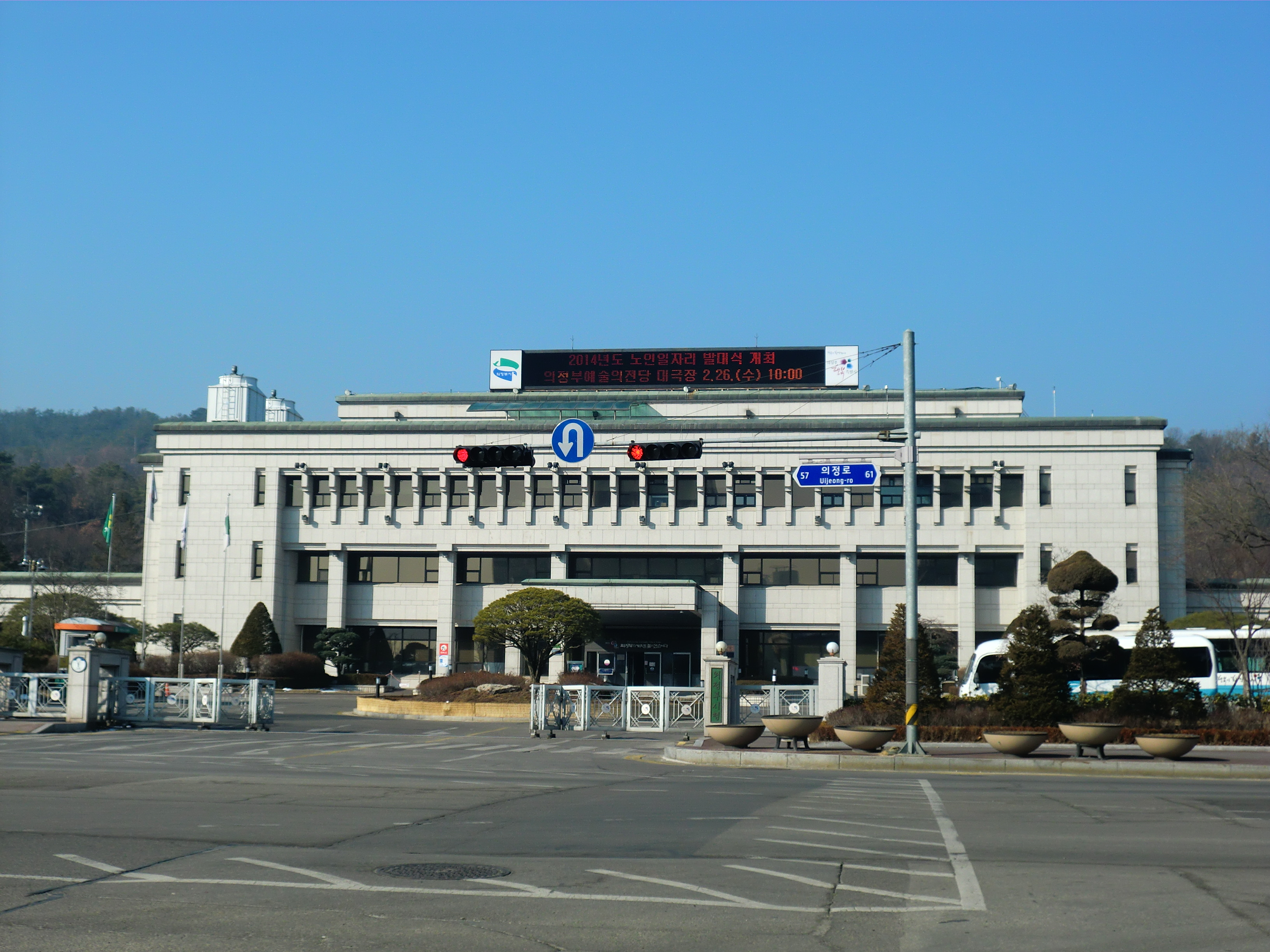
議政府市廳

議政府市（韩语：／ Uijeongbu si */?）是大韓民國京畿道中北部的一個市，市名来源於朝鲜王朝最高議決機關議政府的名稱。议政府市面积为81.54平方公里，2021年时人口有462,169人。议政府市是首尔的卫星城市，亦是京畿道北部地区的行政中心，京畿道厅和京畿道教育厅的北部分厅即设在议政府市。
朝鲜战争后，议政府市曾是美国陆军多个驻韩基地的所在地，境内曾一度有五个駐韓美軍营地。绝大部分军事用地于2018年被美军交还当地政府，驻军移驻平泽市的漢弗萊營。韩战时期出现的韩国料理部队锅发源于议政府。

## 历史
议政府市在朝鮮日治時代以前一直是楊州郡（今楊州市）的下辖区域。1912年，在杨州郡屯夜面下的一个里改称议政府里，这被认为是该地名的第一次出现。议政府之地名来自于朝鲜时代最高議決機關議政府，据称是朝鲜太祖在当地居住时与判官谈论政事，于是改此地地名为「议政府」。1914年，屯夜面改称柴屯面，又在1938年被改为杨州面。1942年杨州面升格为议政府邑。1950年6月25日和26日，朝鲜战争中的議政府市戰役便发生在当时的议政府邑，最后朝鲜人民军攻占议政府邑，并在数日后攻陷汉城。1962年11月21日，在國家再建最高會議上通过的法律第1,176号决定将议政府邑升格为议政府市，该法令在1963年元旦正式施行。

## 地理与气候
议政府市位于京畿道中北部，東鄰抱川市和南楊州市，西侧和北侧是楊州市，南與首爾特別市蘆原區和道峰區相接。议政府市南部是北漢山國立公園的一部分，其中海拔740米的道峰山坐立其中，该山是议政府与首尔道峰区和杨州市的界山。议政府市全域属于花岗岩地貌，汉江的支流中浪川自北向南从道峰山和海拔653米的水落山间的鞍部穿过，并在议政府市中心形成了议政府盆地。
议政府市的气候与南面的首尔特别市类似，但由于相较于首尔，议政府之地形更偏向于山地类型，所以温差也相对较大。议政府市的年平均降水量达到了1,331.7毫米，是韩国的三大多雨地之一。其年平均气温为11.7℃；1月平均气温6.1℃，8月平均气温则为23.8℃。

## 行政區劃
议政府市面积为81.54平方千米，截止2021年2月人口有462,169人。市内现下辖14个行政洞，其下还有659个統和3,716个班。
| 行政洞    | 面积 (km²) | 人口    | 户数    | 行政区划图 |
| --------- | ---------- | ------- | ------- | ---------- |
| 議政府1洞 | 1.95       | 32,029  | 19,803  |            |
| 議政府2洞 | 2.49       | 31,353  | 16,177  |            |
| 虎院1洞   | 6.58       | 36,362  | 15,764  |            |
| 虎院2洞   | 4.19       | 35,143  | 13,667  |            |
| 長岩洞    | 8.94       | 20,626  | 8,677   |            |
| 新谷1洞   | 2.55       | 43,760  | 18,143  |            |
| 新谷2洞   | 2.82       | 48,716  | 19,168  |            |
| 松山1洞   | 16.10      | 40,412  | 17,633  |            |
| 松山2洞   | 1.42       | 33,730  | 13,191  |            |
| 松山3洞   | 9.31       | 46,615  | 17,800  |            |
| 自金洞    | 11.78      | 27,108  | 11,796  |            |
| 佳陵洞    | 3.97       | 26,115  | 12,515  |            |
| 興宣洞    | 5.84       | 19,091  | 9,372   |            |
| 綠楊洞    | 3.81       | 22,099  | 9,579   |            |
| 議政府市  | 81.54      | 462,619 | 203,285 |            |

## 经济与财政

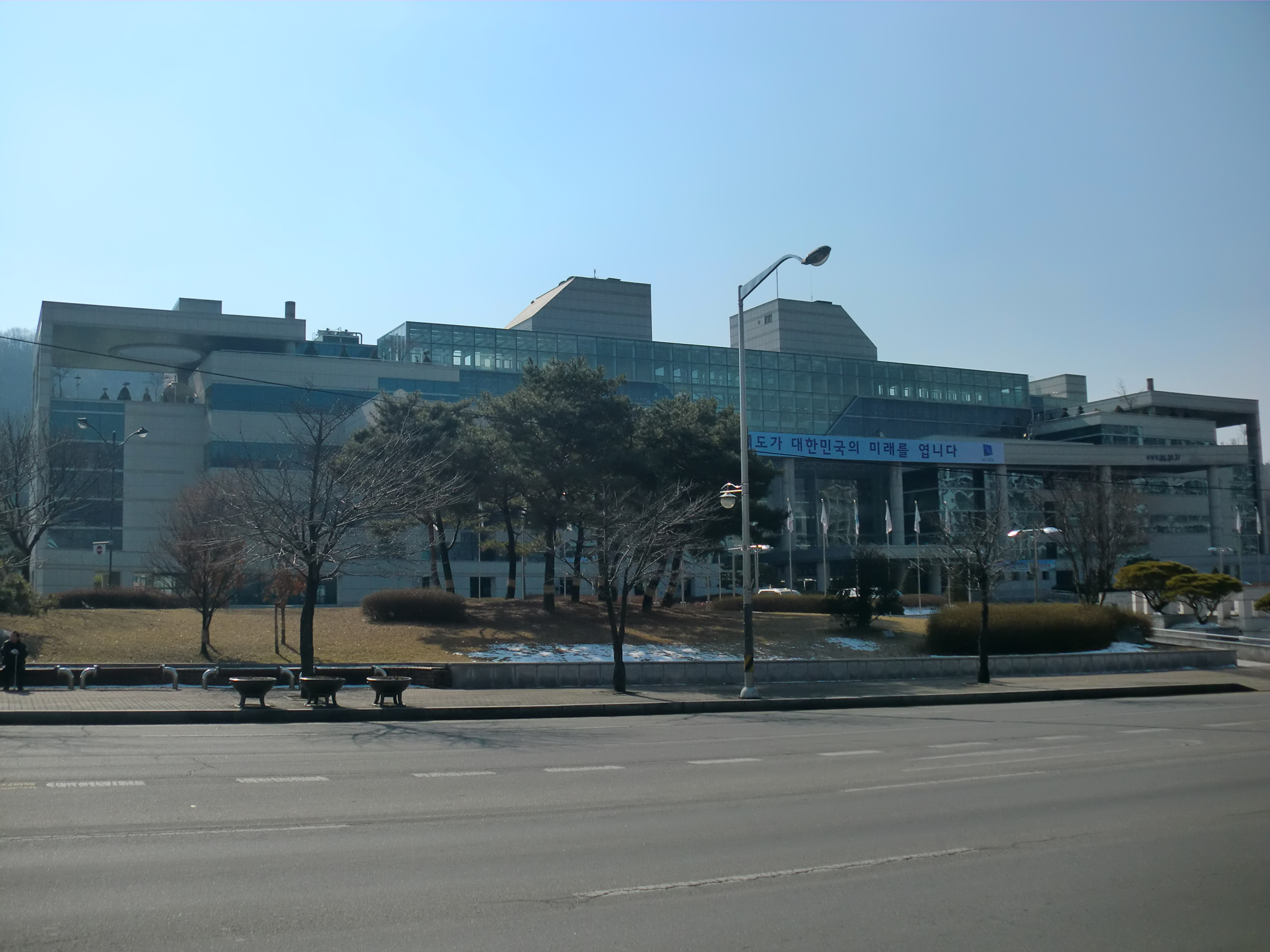
京畿道厅北部分厅

议政府市在2016年时的生产总额达到13兆韩圆，政府在2021年的一般财政预算为1.2692万亿韩元，较前一年增加5.77%。其中一般预算1.0692万亿韩元，特别预算2,000亿韩元。其中在社会福利上投入的预算最多，达到5,671亿韩元。
议政府市是一个以第三产业为主要经济产业的城市，市内从业人口中90%以上从事服务业、社会服务等第三产业，矿业和制造业等第二产业从业人数只占6%左右，仍从事第一产业的人数极少。农业主要依托相邻的首尔发展郊区农业，为数不多的当地农民在市区近郊从事果蔬和乳制品的生产和家禽养殖。在中浪川等河川周围有着大量的堤防设施，当地人利用这些河堤斜面进行农业生产。议政府和楊州市出产之板栗是当地较为有名的农作物。1960年代当地仍有八成以上从事农业生产，但由于议政府军事要地的地位和交通的快速发展，这一比例在1970年代快速下降到10%，第三产业人口则飙升至八成以上。由于当地水资源充足，工业用水价格较低，议政府市的纺织业和造紙業比较发达。龙岘产业基地是议政府市的主要工业基地，该基地于2000年7月完工，如今有112家企业入驻，产业工人2,975名。该基地之入驻企业主要从事纺织、金属制造和机械组装等产业。
议政府市作为首尔的卫星城市，第三产业和服务业十分发达。议政府市与東豆川市、果川市等首都圈的卧城一样，大部分从业人员从事商业、个体经营或公共服务业。但这也使得该类地区失业率较高，在2017年时议政府市的失业率达5.1%，居韩国首位。议政府市内如今有1,144家各类教育机构，包括补习机构和培训机构。此外，议政府市之批发与零售业非常发达，市内有相关企业6,319家，从业人数近两万人，并有包括新世界百货和好市多在内的六家大型百貨商場入驻。

## 交通

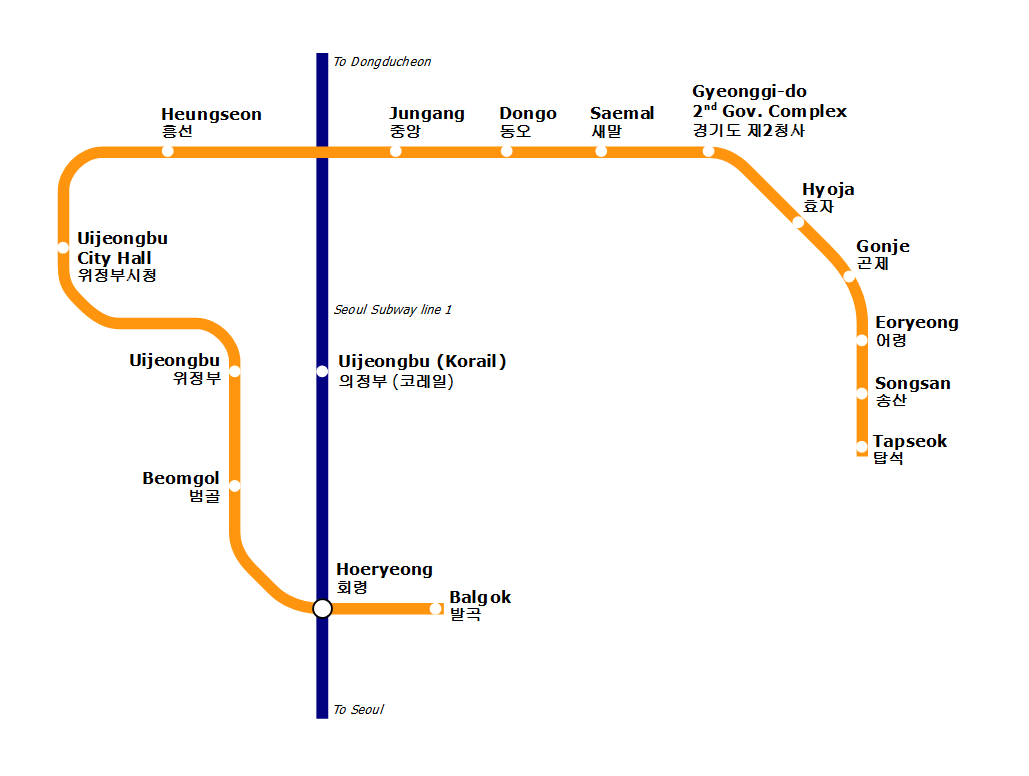
議政府輕電鐵及1號線路線圖

议政府市内有两条高速公路经过，分别是首爾外環高速公路（通过議政府交流道）和世宗抱川高速公路。市内还有三条国道经过，分别是国道3号、国道39号和国道43号。作为首尔的卫星城市和首都圈主要通勤城市之一，大量市民往返首尔通勤。其平均每月交通费用在30万韩元左右，与同样和首尔接壤的高阳市、金浦市相当，占市民每月平均收入的比例大约为7%。
議政府站在1911年京元線开通以后便是该铁路线上的重要站点之一，也是郊外线停运之前与京元线首都圈電鐵1號線段的转乘站。電鐵1號線在电铁化使路段北延至东豆川市逍遥山站之前，议政府站也是该线的终点站。首尔地铁7号线的起点站長岩站位于议政府市内，通过搭乘该线可前往首尔市中心和仁川广域市。
议政府拥有一套市内巴士系统，现在运营着33条公交路线。此外市内还有4条广域巴士路线，可前往首尔市松坡區和水原市的水原站。议政府市在2007年开通了一套BRT系统，以方便市民搭乘电铁1号线和地铁7号线，并改善相关路段的交通。此外还有首尔、南杨州和漣川郡等地的广域巴士可供搭乘。议政府市境内没有民用機場，需要前往仁川的仁川国际机场或者首尔江西区的金浦国际机场搭乘航班。议政府市内有五条空港巴士线路前往仁川国际机场或金浦国际机场。

### 议政府轻电铁
议政府轻电铁在1995年开始规划，其计划从松山洞至议政府站（现在的松山站修筑至轻电铁议政府站）区间修筑长7.1公里的輕電鐵线路，该项目由LG集团提出，初步预估投资1,572亿韩元。2007年4月，市政府与GS集团（由LG集团拆分）旗下的议政府轻电铁公司签约建设轻电铁线路，未来将采取BOT模式运营，总造价4,750亿韩元。最终确定路线长11.1公里，运营区间在複合文化融合園區站至鉢谷站之间，列车采用无人驾驶的西门子VAL208无人驾驶车辆。该线路从2007年7月26日开始动工，至2012年7月1日完工正式通车。议政府轻电铁全线运行时间大约为18分钟，发车间隔在6-10分钟不等，早晚高峰则缩短为3分30秒。

## 文化教育

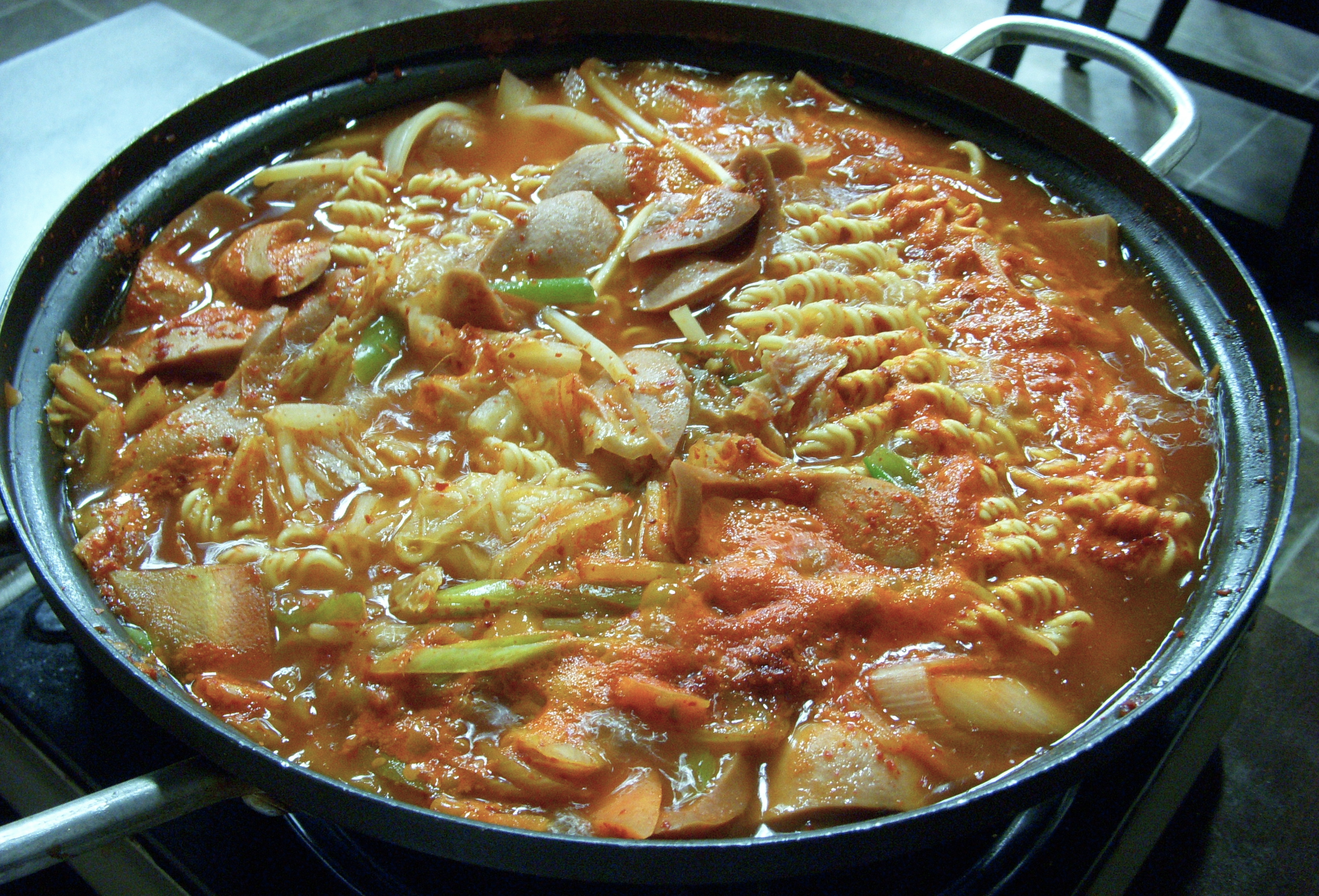
部队锅，被广泛认为起源于议政府市

议政府市在朝鮮半島南北分治以后一直被认为是一座军事城市，境内有大量驻韩美军营地。2000年代和2010年代，美军陆续将营地和占用的土地归还当地政府，将驻军从东豆川和议政府移至平泽市的漢弗萊營。市政府在这些旧营地上进行再开发，2006年返还的伊萨永营上修建了乙支大學的附属医院，这是京畿道北部最大的医院之一。靠近议政府站的水落营则变成了站前公园。在韩战爆发后，这些原先的美军营地曾有大量美军驻扎。粮食短缺的当地人将从美军基地收来的香肠、火腿和牛肉等加水、泡菜和辣椒煮沸，形成了现在韩国的著名料理之一部队锅，也被称为议政府部队锅。议政府市的议政府1洞有一条几乎全是部队锅餐厅的部队锅一条街，当地政府也会在每年的十月举行“部队锅庆典”。
议政府市是韩国指定的“教育创新地区”之一，并藉此在2015年前得到了214亿韩元的相关投资。市内现有各类教育机关738所。议政府市内现在有三所大学，其中的两所私立大学分别是乙支大学议政府校区和信韩大学。此外还有一所专科大学，即慶旼大學。其中乙支大学议政府校区是2021年3月10日开始运作的，共有4个专业和3个研究生学院，第一批入驻的学生有986名。该校区还运营着一所成人大学。议政府市内还有63间幼稚園和34所小学。
议政府市有一家韩国排球联盟的俱乐部议政府KB保险之星。这支球队是在2017年7月18日从庆尚北道的龟尾市搬迁到议政府的。

## 姊妹城市
- 丹东市（中国辽宁省）
- 哈尔滨市（中国黑龙江省）
- 谷城郡（韩国全罗南道）
- 新发田市（日本新潟县）
- 里士满（美国弗吉尼亚州）
- 达沃市（菲律宾棉兰老岛）
- 比罗比詹（俄罗斯犹太自治州）

## 外部連結
- 議政府市政府* （页面存档备份，存于）